# 玛丽亚-莉萨·基尔韦斯涅米
玛丽亚-莉萨·基尔韦斯涅米（芬蘭語：Marja-Liisa Kirvesniemi，1955年9月10日—），芬兰女子越野滑雪运动员。她曾代表芬兰参加1976年、1980年、1984年、1988年、1992年和1994年冬季奥林匹克运动会越野滑雪比赛。